# Eustacio de Sebaste
Eustacio de Sebaste (siglo IV) fue un asceta y obispo semiarriano controvertido por su rigorismo. Fue el introductor del monacato en Asia Menor.
Formó parte de la delegación arriana que había tratado con el papa Liberio sobre el restablecimiento de la unidad de la fe. En principio llegó a aceptar el símbolo de Nicea, pero luego, al rechazar la divinidad del Espíritu Santo, hizo imposible la unión de los homoiousianos con los católicos.

## Pensamiento
Caracterizado por una ascesis rigurosa, rechazaba participar en la eucaristía celebrada por sacerdotes casados. Hay que tener en cuenta que, en aquella época, se aceptaba que los clérigos pudieran estar casados, a condición de que ambos cónyuges hubieran llegado al matrimonio en estado de virginidad, (por lo que quedaban excluidos los matrimonios con viudas o en segundas nupcias).
Otras características de su ascesis extrema eran:
- Indumentaria miserable y descuido en el cuidado corporal
- Proclamación de que la salvación no se puede alcanzar sn renunciar a toda propiedad
- Ayuno en domingo, en contra de la práctica de la Iglesia
- Reprobación de las solemnidades en honor de los mártires
- Reuniones en casas particulares para celebrar ritos privados

## Comunidades ascéticas
El ascetismo riguroso era visto con simpatía en diversos sectores de la Iglesia. El obispo y Padre de la Iglesia Basilio de Cesarea veía en Eustacio un ideal de vida ascética, y en su comunidad de ascetas aplicó una regla parecida, basada en la virginidad y la pobreza, pero sin obligatoriedad, por lo que superó las tendencias extremas de los eustacianos.